# Hiroaki Takeda
Hiroaki Takeda (jap. 武田 宏旦, Takeda Hiroaki; * 8. April 1975) ist ein ehemaliger japanischer Marathonläufer.
2002 wurde er Sechster beim Beppu-Ōita-Marathon, und 2003 wurde er ebendort Zehnter und Vierter beim Hokkaidō-Marathon.
Sein größter Erfolg gelang ihm beim Beppu-Ōita-Marathon 2004, den er mit seiner persönlichen Bestzeit von 2:12:02 h gewann.
Hiroaki Takeda startete für das Firmenteam von Shikoku Denryoku.